# 王塚古墳 (中央市)

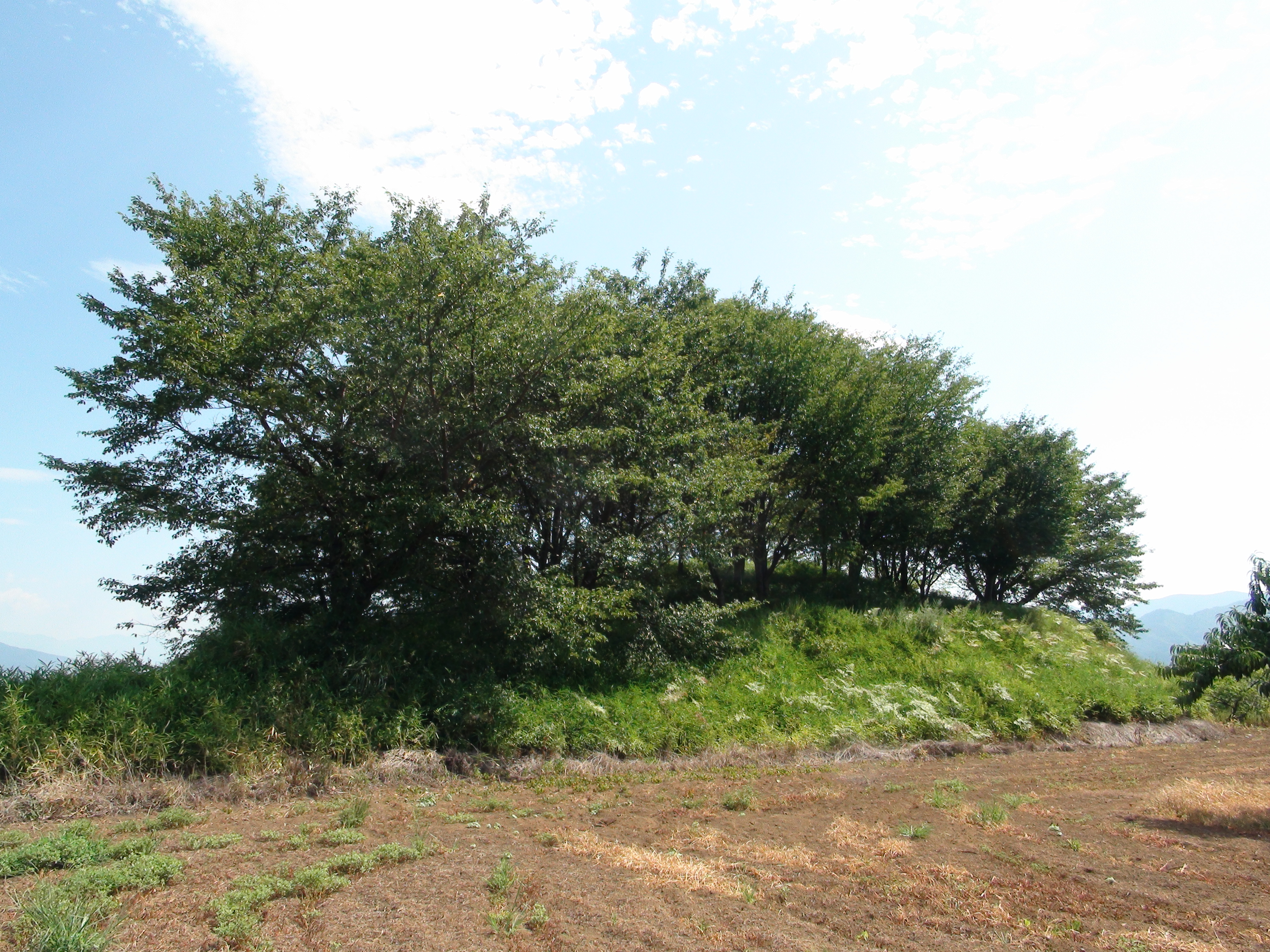
王塚古墳。西側から撮影。（2013年8月撮影）

王塚古墳（おうづかこふん）は、山梨県中央市大鳥居に所在する古墳。形式は前方後円墳もしくは帆立貝式古墳。

## 立地と地理的・歴史的景観
所在する中央市大鳥居は甲府盆地南縁に位置し、盆地南端に広がる曽根丘陵の西端にあたり、宇山平と呼ばれる七覚川・浅利川に画された台地西側に立地する。標高は342メートル。一帯は縄文時代から奈良・平安時代にかけての宇山平遺跡が分布するほか、二子塚古墳や伊勢塚古墳等とともに宇山平古墳群を形成している。
帆立貝形を呈するが、前方後円墳と評価する説もある。墳丘長は約64メートルで高さは7メートルの規模を有し、5世紀後半に築造されたと推定される。

## 発掘調査と出土遺物
後円部は盗掘を受けており、のちの調査で竪穴式合掌形石室であることが判明した。1930年（昭和5年）に発見され、仁科義男により発掘調査が行われる。本古墳は、1970年（昭和45年）に豊富村の文化財に指定され、現在は中央市の市指定文化財となっている。
副葬品として剣・刀・鉄鏃などの鉄製武具、短甲（胸背部）・馬具・円筒埴輪を出土している。なお、東京国立博物館には、豊富村出土と伝えられる「衝角付冑」が収蔵されている。
王塚古墳からはf字形鏡板板付轡が出土している。山梨県内では曽根丘陵の中道古墳群に属するかんかん塚古墳において5世紀後半の馬具が出土しており、これが最古の馬具とされる。王塚古墳からはこれ次ぐ5世紀後半代の金銅製馬具が出土している。5世紀代の馬具として大塚古墳（市川三郷町）から出土した鉄製楕円形鏡板付轡・鉄製剣菱形葉がある。
山梨県では甲府市塩部の塩部遺跡や甲府市下向山の東山北遺跡から出土した馬歯の存在から、4世紀後半から4世紀末にかけて馬が渡来したと考えられている。古墳時代の山梨県では、甲斐銚子塚古墳が築造された曽根丘陵において5世紀初頭の丸山塚古墳を最後に大型古墳の築造が停止し、曽根丘陵以外の地域で中小規模の古墳の築造が開始されていることから、ウマが導入された4世紀後半・4世紀末から、馬具が出現する5世紀後半までの時代にかけて、社会的変動が生じたとも考えられている。

## 王塚古墳の位置づけ
王塚古墳は出土遺物から5世紀後半の築造と推定され、十分な学術的調査を経ていないが合掌式石室を持つ前方後円墳であると見られる点が特徴とされる。
山梨県における古墳の築造は甲斐銚子塚古墳に代表される4世紀中盤代に曽根丘陵から開始され、5世紀前半には市川三郷町大塚の鳥居原狐塚古墳の築造を経て、5世紀中盤・後半には古墳の築造が甲府盆地各地へ拡散し、王塚古墳の築造はこの時期に位置づけられる。山梨県内における同時期の古墳には笛吹市八代町の狐塚古墳や市川三郷町の大塚古墳、甲府市白井の表門神社古墳が挙げられる。
この時期は列島規模で軍事的色彩が強まった時期で、朝鮮半島を巡る軍事的緊張が高まり、ヤマト王権の東国進出も加速した時期とされる。東国である山梨県においてもこうした動向の影響を受け、甲冑など軍事に関わる副葬品を伴う古墳が出現したと考えられている。

## 伝王塚古墳出土「衝角付冑」
2005年（平成17年）には岩下貞男による私家版の小冊子『今だからもの申そう　王塚出土の衝角付兜等について』が刊行される。岩下は旧豊富村の出身で、昭和6年に宮内省皇宮警察部に入所した人物で、後に警察長を務めた。岩下は入所した翌昭和7年に帰郷した際に、郷里の先輩から私蔵していた伝王塚古墳出土とされる「衝角付冑」を見せられ、帝室博物館（現在の東京国立博物館）への収蔵を仲介したという。

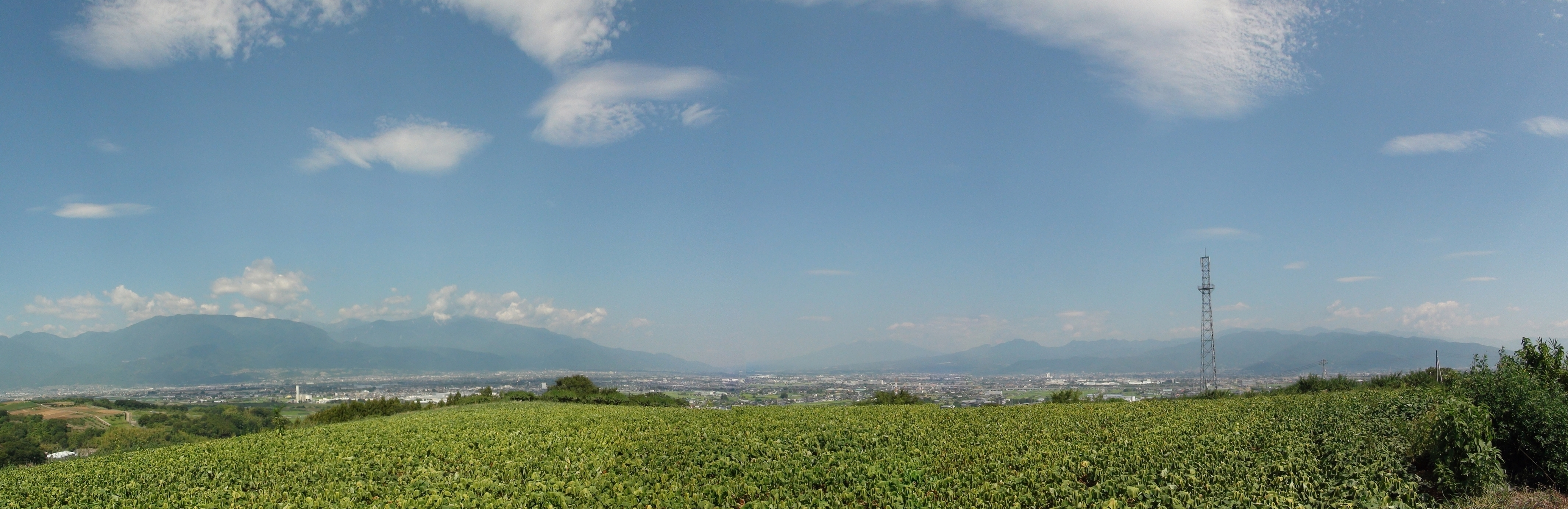
王塚古墳から甲府盆地北西部方面の眺め。（2013年8月撮影。）